# Fulgurodes inversaria
Fulgurodes inversaria är en fjärilsart som beskrevs av Achille Guenée 1858. Fulgurodes inversaria ingår i släktet Fulgurodes och familjen mätare. Inga underarter finns listade i Catalogue of Life.